# 圣日耳曼代福塞
圣日耳曼代福塞（法語：Saint-Germain-des-Fossés，法語發音：[sɛ̃ ʒɛʁmɛ̃ de fose]），法国中部城市，奥弗涅-罗讷-阿尔卑斯大区阿列省的一个市镇，隶属于维希区，其市镇面积为8.3平方公里，2022年1月1日时人口数量为3,600人，在法国城市中排名第3,070位。
圣日耳曼代福塞位于阿列省中南部，阿列河右岸，是维希城市圈的组成部分。圣日耳曼代福塞因其境内的火车站而闻名，后者是法国中部的一个铁路枢纽，有五个方向的铁路在此交汇。

## 地名来源
“Saint-Germain”一名来源于公元4世纪时的天主教圣人欧塞尔的日耳曼，后者为欧塞尔历史上的第六名主教。“Fossé”意为“沟壑”，可能与这一地区的地形有关。因含有宗教色彩，当地地名在法国大革命期间曾被共和派更名为“Puy-Mourgon”。
圣日耳曼代福塞所处区域历史上曾通行奥克语奥弗涅方言，“Saint-Germain-des-Fossés”对应的奥克语拼写为“Sent German daus Fossats”。
此外，因翻译标准不同，“Saint-Germain-des-Fossés”在中文谷歌地图及部分汉语资料中被译为圣日耳曼-德福塞。

## 历史

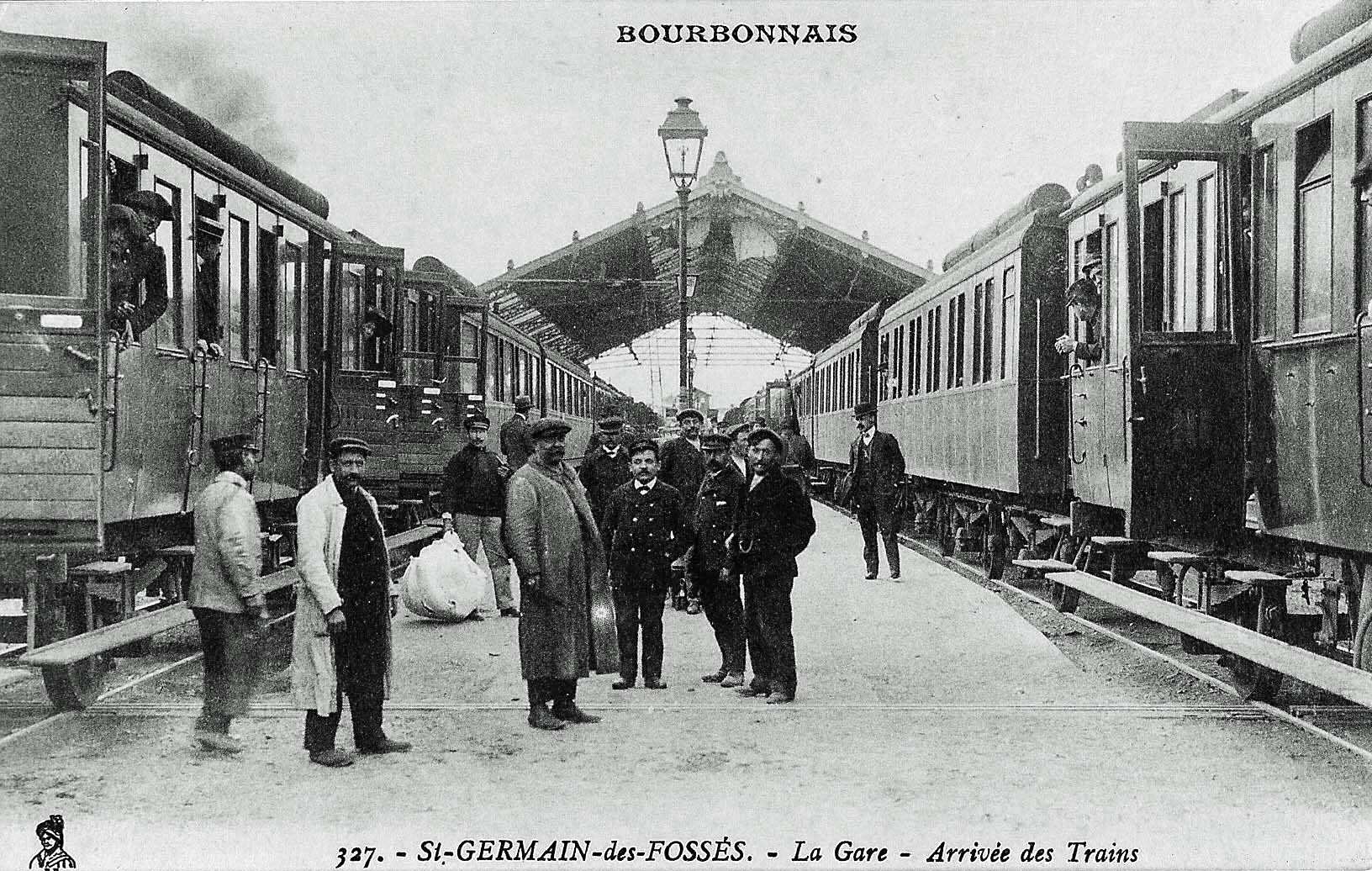
20世纪初的圣日耳曼代福塞火车站站台

根据当地官方网站的论述，圣日耳曼代福塞始建于中世纪初期，彼时当地分属于一个教堂领地和一个城堡主领地。中世纪中期，当地可能有一座城堡庄园，后者在1165年亚历山大三世的一份手记中被提及。1566年3月26日，查理九世与凯瑟琳·德·美第奇曾到访圣日耳曼代福塞并入住该城堡。宗教战争期间，圣日耳曼代福塞城堡被破坏，后被废弃。18世纪中期，阿列河航路逐渐形成，圣日耳曼代福塞出现了港口。法国大革命后，圣日耳曼代福塞成为阿列省的一个市镇。1854年，途径圣日耳曼代福塞的莫雷－里昂铁路建成，此后又有多个方向的铁路建成通车。圣日耳曼代福塞站逐渐发展成为法国中部的重要铁路枢纽，其火车站鼎盛时期共有16根股道同时运行。第二次世界大战初期，圣日耳曼代福塞被维希政权控制，其部分指挥中心设立于此。20世纪中后期，随着法国中部人口流失以及私人汽车及高速铁路的兴起，圣日耳曼代福塞火车站日趋衰落。2006年，一条连接里昂和克莱蒙费朗方向的联络线建成，两地之间的区域列车不再经停圣日耳曼代福塞。

## 地理

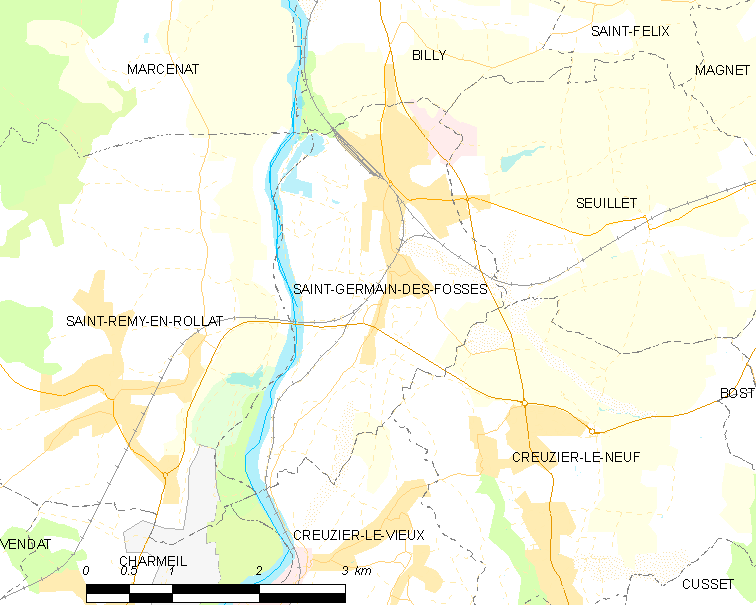
圣日耳曼代福塞市镇范围地图

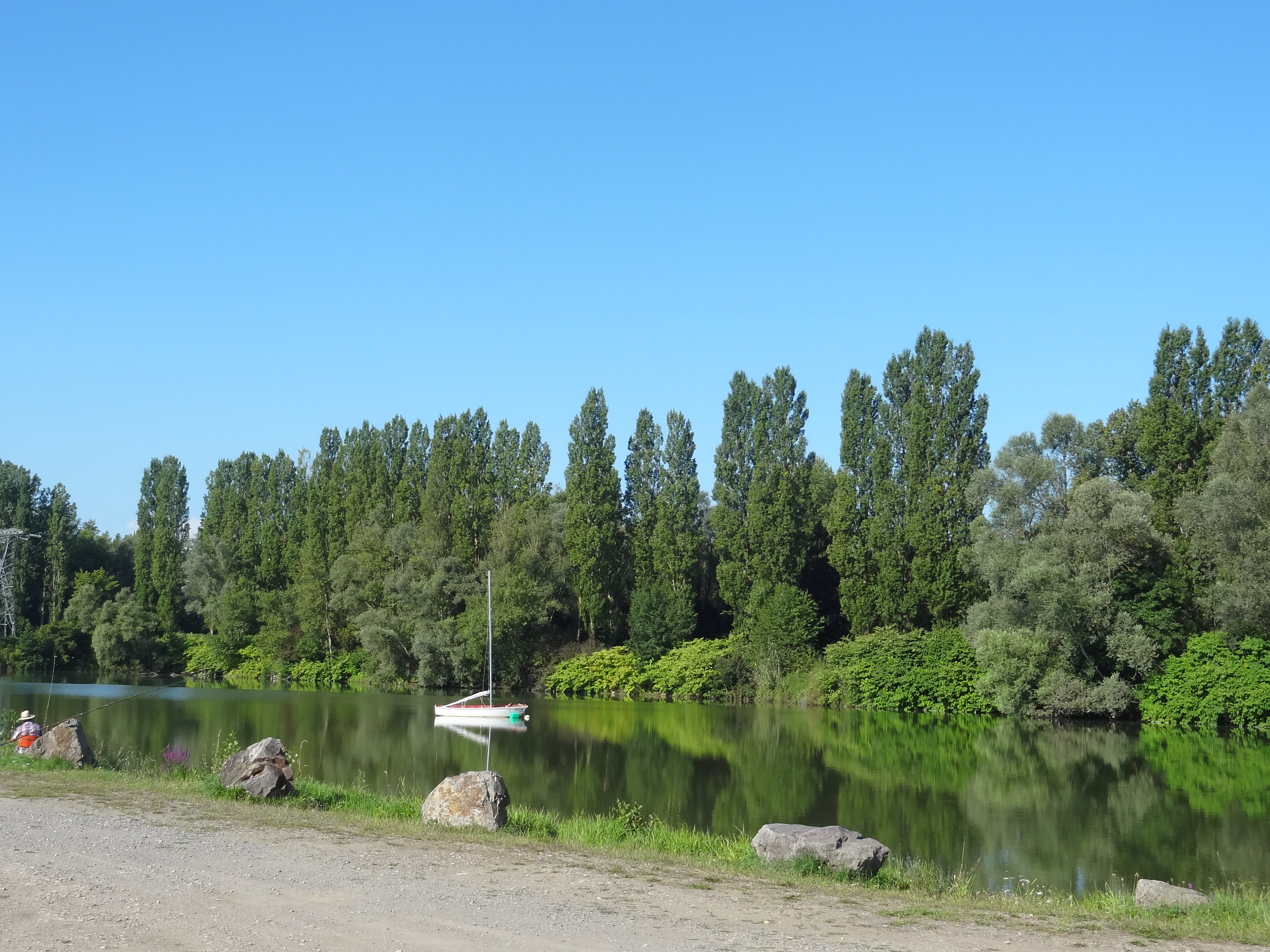
阿列河圣日耳曼代福塞段

圣日耳曼代福塞位于法国中部，奥弗涅-罗讷-阿尔卑斯大区西北部和阿列省南部，距离省会穆兰大约45公里。与圣日耳曼代福塞接壤的市镇包括：比伊、新克勒济耶、旧克勒济耶、马尔瑟纳、罗拉地区圣雷米、瑟耶。

### 地形
圣日耳曼代福塞位于利马涅平原与波旁山区的过渡地带，是法国中央高原的组成部分，该地境内以浅丘为主，市镇中心地势自西北向东南略有抬升，全境海拔在239到365米之间。

### 水文
阿列河干流自南向北流经市镇范围西侧，该河是卢瓦尔河的第一大支流。此外穆尔贡河自东南向西北流经市区。

### 植被
圣日耳曼代福塞属于温带阔叶混交林区，林地主要分布于河流附近，并散落分布于市镇范围内的多个区域。
在鲜花城市的评比中，圣日耳曼代福塞被评为1星级鲜花城市。

### 气候
圣日耳曼代福塞在柯本气候分类法中属于温带海洋性气候，因当地距离海岸线相对较远，故当地气候又有一定的大陆性特征。
距离圣日耳曼代福塞最近的常年气象站位于维希境内，以下为该气象站的数据：
| 维希 1981年－2019年 | 维希 1981年－2019年 | 维希 1981年－2019年 | 维希 1981年－2019年 | 维希 1981年－2019年 | 维希 1981年－2019年 | 维希 1981年－2019年 | 维希 1981年－2019年 | 维希 1981年－2019年 | 维希 1981年－2019年 | 维希 1981年－2019年 | 维希 1981年－2019年 | 维希 1981年－2019年 | 维希 1981年－2019年 |
| 月份                | 1月                 | 2月                 | 3月                 | 4月                 | 5月                 | 6月                 | 7月                 | 8月                 | 9月                 | 10月                | 11月                | 12月                | 全年                |
| ------------------- | ------------------- | ------------------- | ------------------- | ------------------- | ------------------- | ------------------- | ------------------- | ------------------- | ------------------- | ------------------- | ------------------- | ------------------- | ------------------- |
| 历史最高温 °C（°F） | 19.2 (66.6)         | 25.7 (78.3)         | 26.3 (79.3)         | 30.8 (87.4)         | 33.5 (92.3)         | 39.7 (103.5)        | 41.3 (106.3)        | 40.6 (105.1)        | 36.4 (97.5)         | 30.6 (87.1)         | 26.2 (79.2)         | 21.7 (71.1)         | 41.3 (106.3)        |
| 平均高温 °C（°F）   | 7.4 (45.3)          | 9 (48)              | 13 (55)             | 15.8 (60.4)         | 20 (68)             | 23.5 (74.3)         | 26.4 (79.5)         | 26.1 (79.0)         | 22.2 (72.0)         | 17.6 (63.7)         | 11.2 (52.2)         | 7.8 (46.0)          | 16.7 (62.1)         |
| 日均气温 °C（°F）   | 3.5 (38.3)          | 4.4 (39.9)          | 7.4 (45.3)          | 9.8 (49.6)          | 14 (57)             | 17.4 (63.3)         | 19.9 (67.8)         | 19.5 (67.1)         | 16 (61)             | 12.4 (54.3)         | 7 (45)              | 4.1 (39.4)          | 11.3 (52.3)         |
| 平均低温 °C（°F）   | −0.4 (31.3)         | −0.2 (31.6)         | 1.9 (35.4)          | 3.9 (39.0)          | 8.1 (46.6)          | 11.2 (52.2)         | 13.3 (55.9)         | 12.9 (55.2)         | 9.8 (49.6)          | 7.3 (45.1)          | 2.8 (37.0)          | 0.4 (32.7)          | 5.9 (42.6)          |
| 历史最低温 °C（°F） | −26.9 (−16.4)       | −24 (−11)           | −13.3 (8.1)         | −7.3 (18.9)         | −4.2 (24.4)         | −0.2 (31.6)         | 3.7 (38.7)          | 1 (34)              | −2 (28)             | −9 (16)             | −11.3 (11.7)        | −18.5 (−1.3)        | −26.9 (−16.4)       |
| 平均降水量 mm（）   | 46.8 (1.84)         | 39.8 (1.57)         | 44.2 (1.74)         | 69.3 (2.73)         | 98.2 (3.87)         | 78.2 (3.08)         | 71.6 (2.82)         | 74.2 (2.92)         | 75.4 (2.97)         | 68 (2.7)            | 63.3 (2.49)         | 50.5 (1.99)         | 779.5 (30.69)       |
| 月均日照時數        | 78.1                | 94.8                | 153.7               | 175.4               | 203.4               | 225                 | 248.9               | 238.3               | 183.5               | 128.1               | 76.7                | 55.9                | 1,861.8             |
| 来源：infoclimat.fr |                     |                     |                     |                     |                     |                     |                     |                     |                     |                     |                     |                     |                     |

## 行政区划
圣日耳曼代福塞的市镇编号为03236，邮政编号为03260。
在行政管理方面，圣日耳曼代福塞隶属于法国奥弗涅-罗讷-阿尔卑斯大区阿列省维希区；在地方选举方面，圣日耳曼代福塞隶属于维希第一县，其市镇范围全境被划入阿列省第一选区；在社会管理方面，圣日耳曼代福塞是维希城市圈公共社区的组成部分。
法国国家统计与经济研究所（简称）在进行数据统计时，未将圣日耳曼代福塞划入任何城市核心区（）内，但将圣日耳曼代福塞在内的周边共37个市镇划为维希城市区。自2020年起，维希城市区被包含50个市镇的维希城市辐射区代替。此外，还将圣日耳曼代福塞市镇整体看作一个“块区”（IRIS），以便于统计人口分布情况。

## 交通

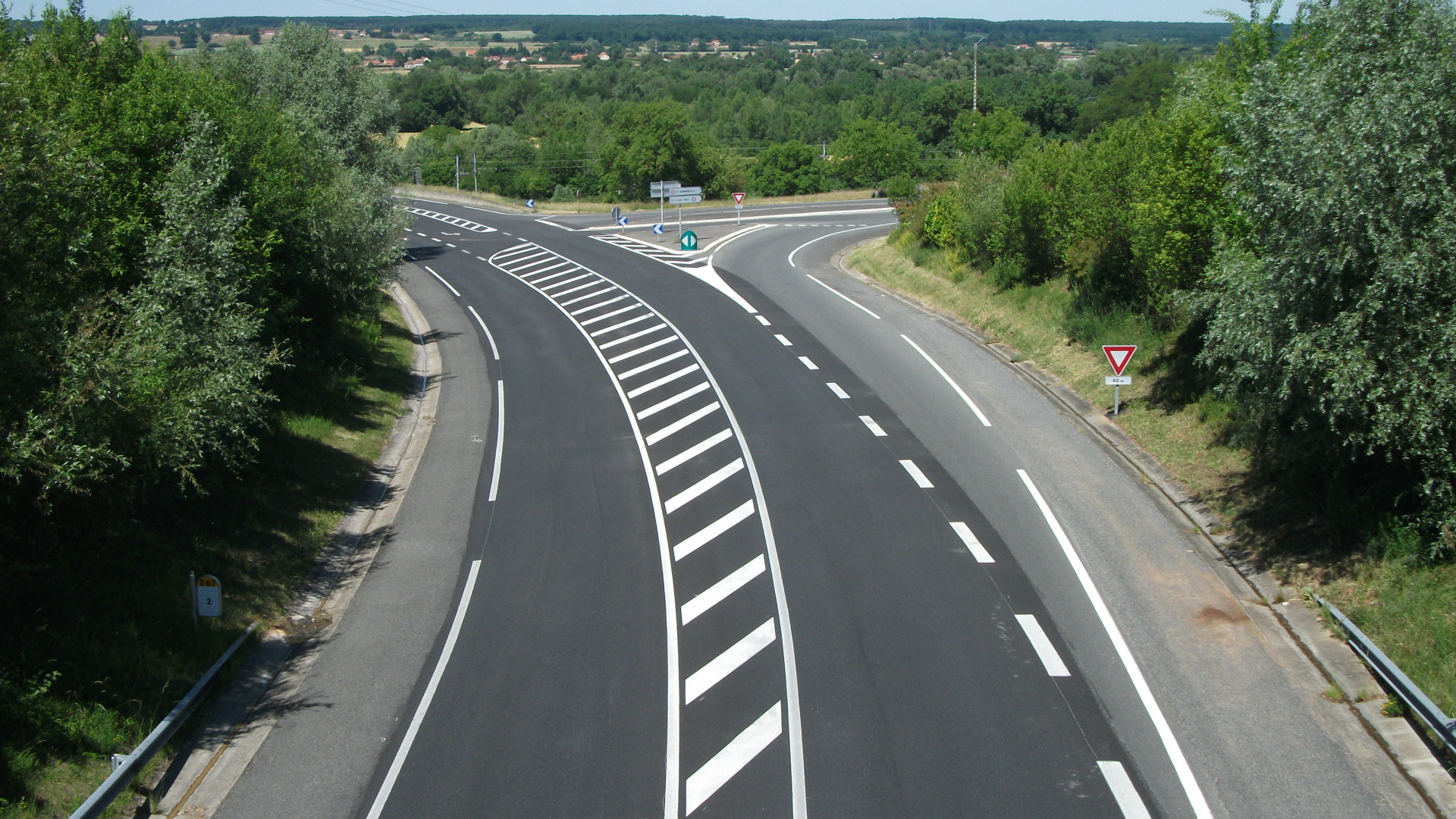
圣日耳曼代福塞附近的一条公路

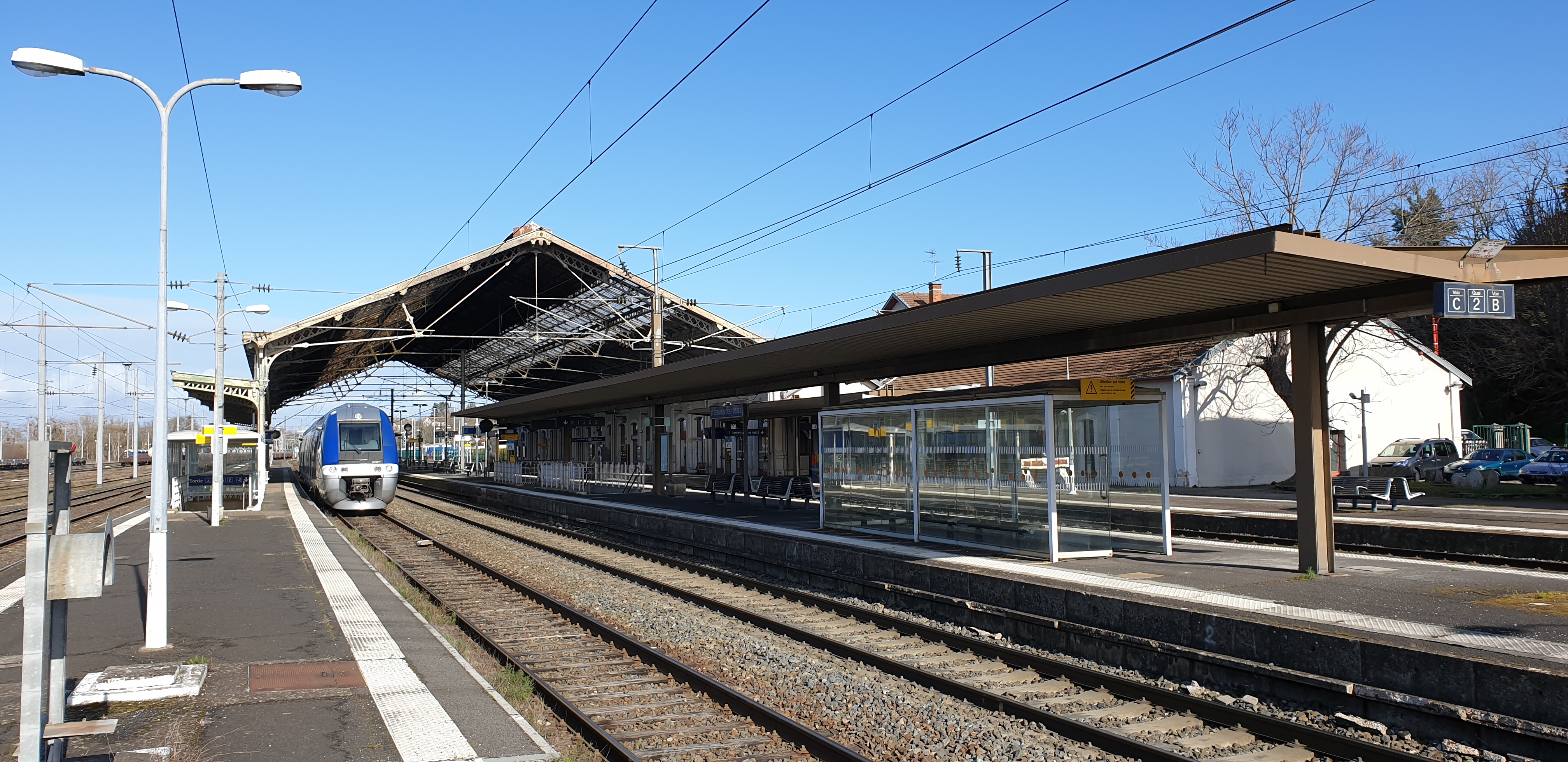
圣日耳曼代福塞火车站

### 公路
多条阿列省省道在圣日耳曼代福塞境内交汇。奥弗涅-罗讷-阿尔卑斯大区公共交通提供巴士线路，可前往蒙吕松及加纳，另有校车线路可前往维希和拉帕利斯。
| 29 | 45 |

| 付费 | 15 |

| 穆兰 | 44 |

| 维希 | 12 |

| 罗阿讷 | 65 |

| 加纳 | 26 |

| 锡乌勒河畔圣普尔桑 | 18 |

| 屈塞 | 10 |

2018年，72.9%的圣日耳曼代福塞家庭拥有至少一辆私人汽车。2017年，圣日耳曼代福塞境内共发生各类交通事故1起，造成1人受伤。

### 铁路
圣日耳曼代福塞是法国中部的一个铁路枢纽，莫雷－里昂铁路、圣日耳曼代福塞－尼姆铁路和圣日耳曼代福塞－达尔萨克铁路三条铁路在此交汇。圣日耳曼代福塞站位于市区中北部，停靠往返于南特和里昂之间的城际列车，以及往返于穆兰和克莱蒙费朗一线的区域列车。

### 航空
距离圣日耳曼代福塞最近的民用航空站为克莱蒙费朗机场，距离圣日耳曼代福塞市中心的公路里程约73公里。

### 城市公共交通
截至2022年8月，圣日耳曼代福塞暂无城市公共交通系统。

## 政治

### 市政内阁

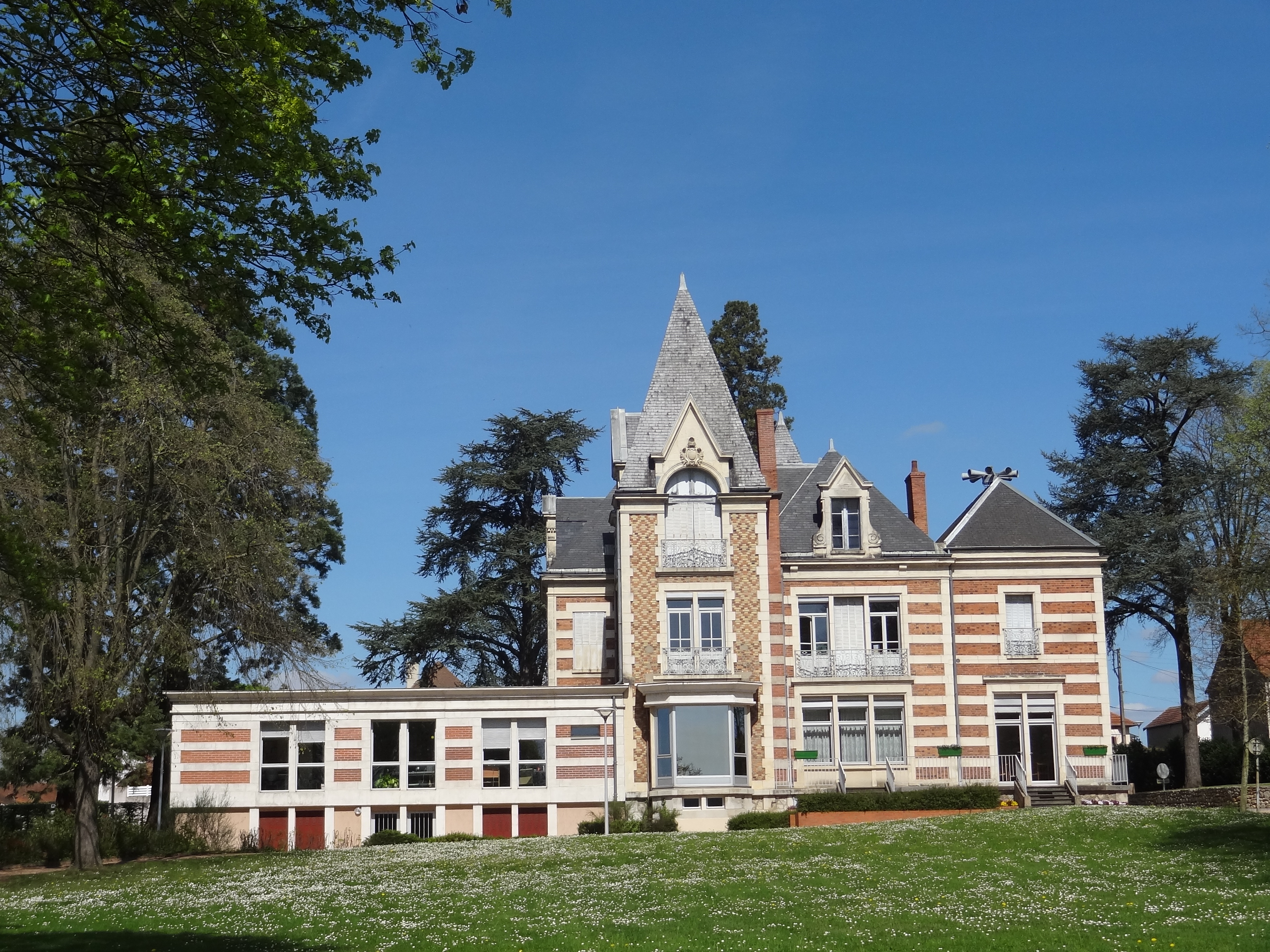
圣日耳曼代福塞市政厅

圣日耳曼代福塞的现任市长为埃利萨贝特·屈塞女士（Elisabeth CUISSET），她是一名右翼无党派人士，在2020年的市政选举中获得了64.89%的支持率。
| 圣日耳曼代福塞历届市长 | 圣日耳曼代福塞历届市长            | 圣日耳曼代福塞历届市长            |
| 任期                   | 市长                              | 党派                              |
| ---------------------- | --------------------------------- | --------------------------------- |
| 1944年－1965年         | Charles SAULNIER 夏尔·索尔尼耶    | PCF法国共产党                     |
| 1965年－2001年         | Gérard BERTUCAT 热拉尔·贝尔蒂卡   | RPR保衛共和聯盟 →URB 波旁共和联盟 |
| 2001年－2014年         | Michel GUYOT 米歇尔·居约          | URB 波旁共和联盟                  |
| 2014年－               | Elisabeth CUISSET 埃利萨贝特·屈塞 | DVD右翼无党派人士                 |

### 各级选举
| 圣日耳曼代福塞历届投票选举结果 | 圣日耳曼代福塞历届投票选举结果 | 圣日耳曼代福塞历届投票选举结果 | 圣日耳曼代福塞历届投票选举结果 | 圣日耳曼代福塞历届投票选举结果 | 圣日耳曼代福塞历届投票选举结果 | 圣日耳曼代福塞历届投票选举结果 | 圣日耳曼代福塞历届投票选举结果 | 圣日耳曼代福塞历届投票选举结果 | 圣日耳曼代福塞历届投票选举结果 |
| 选举项目                       | 选举范围                       | 选区单位                       | 选区单位内的选举结果           | 选区单位内的选举结果           | 选区单位内的选举结果           | 选区单位内的选举结果           | 选区单位内的选举结果           | 选区单位内的选举结果           | 参考资料                       |
| 选举项目                       | 选举范围                       | 选区单位                       | 第一轮胜出者                   | 第一轮胜出者                   | 支持率                         | 第二轮胜出者                   | 第二轮胜出者                   | 支持率                         | 参考资料                       |
| ------------------------------ | ------------------------------ | ------------------------------ | ------------------------------ | ------------------------------ | ------------------------------ | ------------------------------ | ------------------------------ | ------------------------------ | ------------------------------ |
| 2017年法國總統選舉             | 法國                           | 市镇                           |                                | 玛丽娜·勒庞                    | 26.37%                         |                                | 埃马纽埃尔·马克龙              | 56.85%                         | [ 23 ]                         |
| 2017年法国立法选举             | 阿列省第一选区                 | 市镇                           |                                | 鲍丽娜·里维埃                  | 34.12%                         |                                | 鲍丽娜·里维埃                  | 56.7%                          | [ 23 ]                         |
| 2019年欧洲议会选举             | 法國                           | 市镇                           |                                | 若尔当·巴尔代拉                | 30.52%                         | （不适用）                     | （不适用）                     | （不适用）                     | [ 25 ]                         |
| 2021年法国省级选举             | 阿列省                         | 县                             |                                | 让·阿尔马藏 埃利萨贝特·屈塞    | 75.01%                         |                                | 让·阿尔马藏 埃利萨贝特·屈塞    | 76.47%                         | [ 26 ]                         |
| 2021年法国省级选举             | 阿列省                         | 市镇                           |                                | 让·阿尔马藏 埃利萨贝特·屈塞    | 75.03%                         |                                | 让·阿尔马藏 埃利萨贝特·屈塞    | 76.21%                         | [ 26 ]                         |
| 2021年法国大区选举             |                                | 市镇                           |                                | 洛朗·沃基耶                    | 59.63%                         |                                | 洛朗·沃基耶                    | 68.63%                         | [ 27 ]                         |
| 2022年法国总统选举             | 法國                           | 市镇                           |                                | 玛丽娜·勒庞                    | 31.01%                         |                                | 玛丽娜·勒庞                    | 51.36%                         | [ 23 ]                         |
| 2022年法国立法选举             | 阿列省第一选区                 | 市镇                           |                                | 雅尼克·莫内                    | 23.66%                         |                                | 雅尼克·莫内                    | 50.34%                         | [ 23 ]                         |

## 人口
2018年，圣日耳曼代福塞市镇人口数量为3,618，在法国排名第3,070位。其中男性1,712人，女性1,906人，75岁及以上人口占10.6%，外籍人口数量为672人，人口密度为436人/平方公里，当地居民被称为（男性）或（女性）。2019年，圣日耳曼代福塞境内出生28人，死亡人口47人。
| 圣日耳曼代福塞1901年－2019年人口变化情况 |
|                                          |
| 数据来源：Cassini、INSEE                 |

## 经济
圣日耳曼代福塞是一个区域性的中心城市。截止2022年8月，圣日耳曼代福塞市镇范围内共有各类用人单位（包含自雇）357家，平均历史为16年，均为中小型企业（PME），2022年6月至8月间，当地的经济活力指数为0.84%。（电气设备维修）和（财政）是当地2021年营业额最高的两个企业，分别为105,758欧元和105,700欧元。

## 财政与居民收入
2020年，圣日耳曼代福塞的财政收入总额为3,137,700欧元，财政支出总额为2,646,590欧元，当年的债务总额为3,587,060欧元。2021年，圣日耳曼代福塞市镇共获得738,263欧元的国家财政补助，比上一年减少了0.36%。
2019年，圣日耳曼代福塞的人均月收入总额为1,964欧元，其中高级职员为3,700欧元，低于法国平均水平（4,230欧元）；中级职员为2,347欧元，低于法国平均水平（2,411欧元）；普通职员为1,645欧元，亦低于法国平均水平（1,740欧元）。
2018年，圣日耳曼代福塞境内的青壮年（15至64岁）失业率为13.2%，当地43.1%的家庭拥有纳税资格，平均纳税1,504欧元，低于法国平均水平（3,910欧元）。

## 社会事务

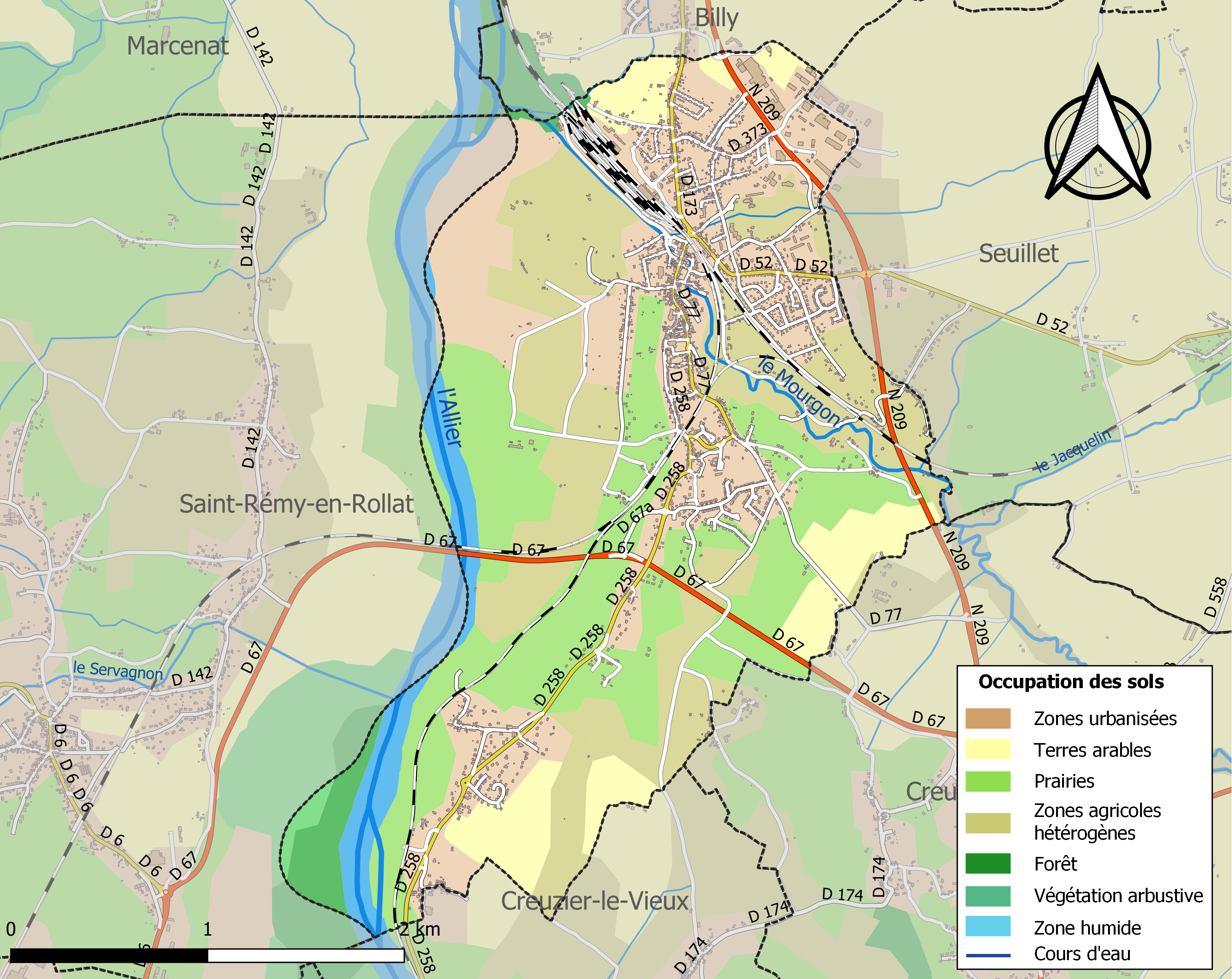
圣日耳曼代福塞土地利用情况地图

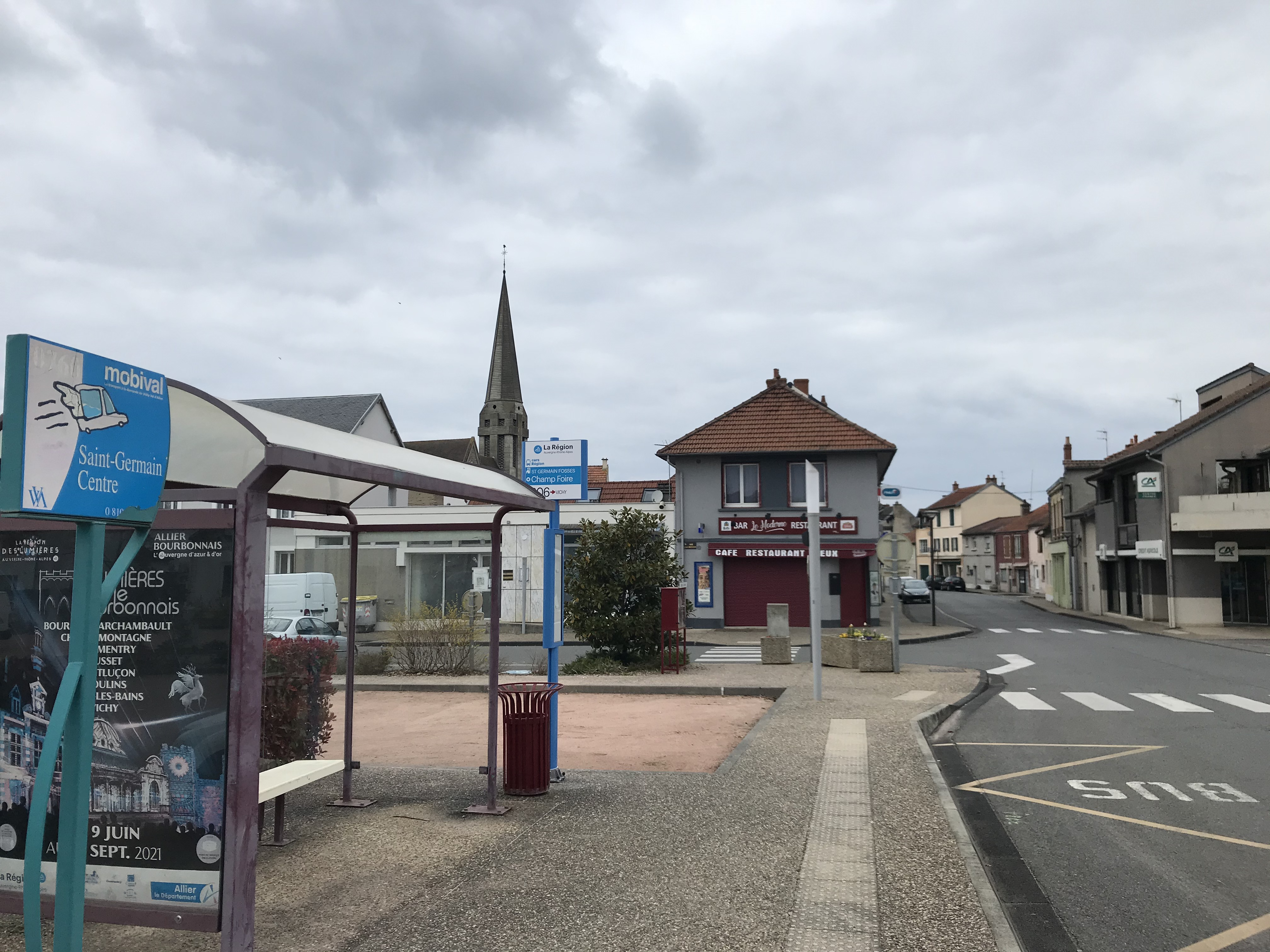
圣日耳曼代福塞镇中心

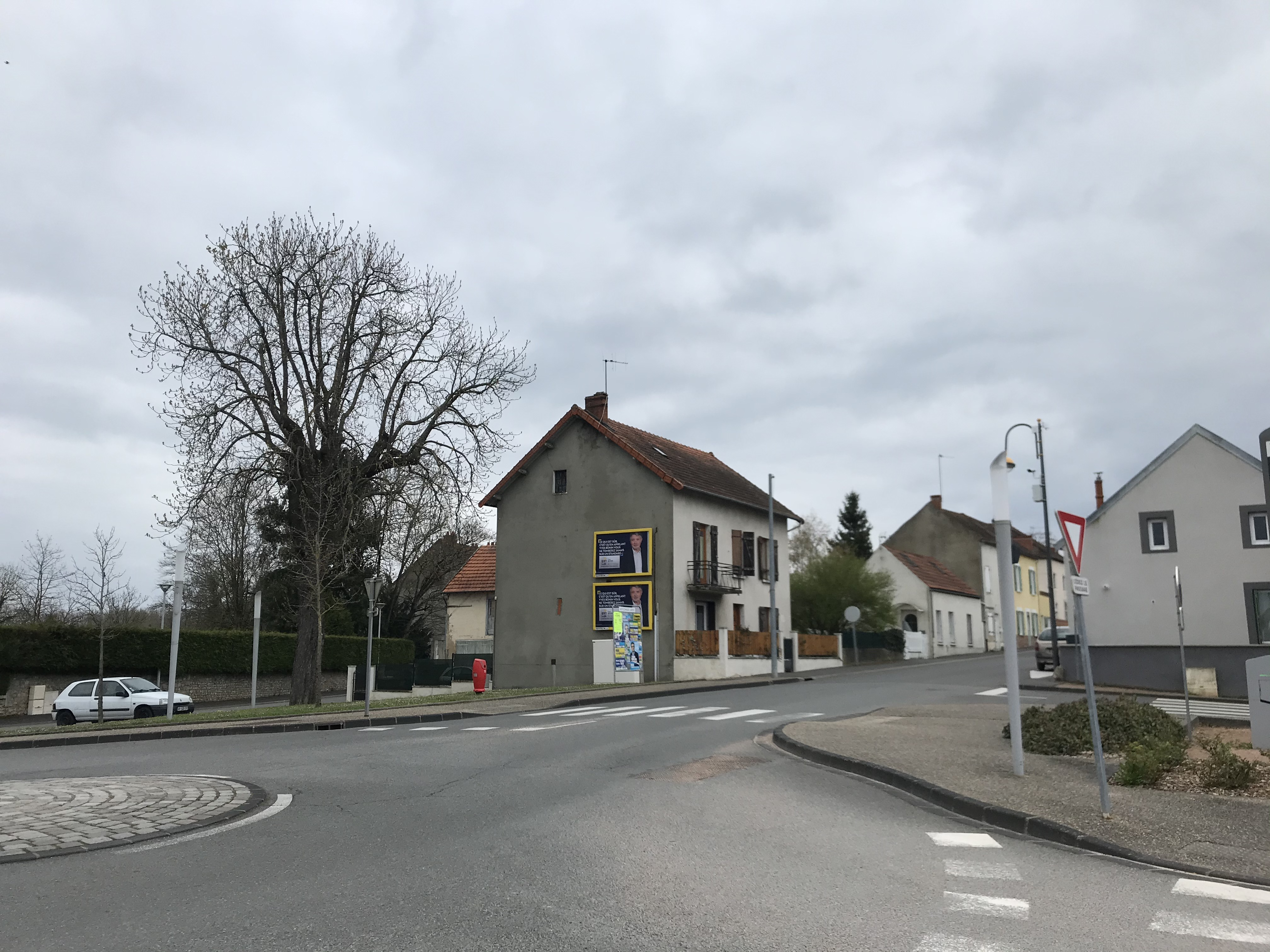
维希街

### 教育
圣日耳曼代福塞属于克莱蒙费朗学区。截止2020年1月1日，圣日耳曼代福塞境内共有1所幼儿园、2所小学和1所初级中学。2018至2019学年度，圣日耳曼代福塞境内共有在校中等教育阶段学生319名。

### 医疗
截止2020年1月1日，圣日耳曼代福塞境内共有全科医生4名、保健师7名、牙医2名和护士8名。境内共有药房2家、养老院1家、残疾人帮扶中心1家。
距离圣日耳曼代福塞最近的区域性医疗机构为维希中心医院（Centre Hospitalier de Vichy），其主病区雅克·拉卡兰医院（Hôpital Jacques Lacarin）位于维希市区东南部，距离圣日耳曼代福塞市区的正常车程在20分钟以内，设有床位823个，是当地规模最大的公立综合性医院。

### 住房
2018年，圣日耳曼代福塞境内共有各类住房1,902套，其中80.3%为独立式居民区，19.3%为集中式居民区。常住房屋占圣日耳曼代福塞市镇范围内居民建筑总量的85.2%。
在住房保障政策方面，2020年，圣日耳曼代福塞境内共有322户家庭获得了住房经济补助，受益人数占总人口数量的8.9%，其中287份为房租补助。

### 商业
2019年，圣日耳曼代福塞境内共有各类实体商铺68家，其中餐厅7家、大型超市1家、杂货店2家、面包房3家、肉铺2家、书店1家、银行门店2家、美容美发店5家、汽车维修店5家。镇中心建有一家Intermarché购物超市。

### 体育
2020年，圣日耳曼代福塞境内共有1家游泳池、1间体育馆、2处网球场、1处马术场、1处足球或橄榄球场以及3处篮球或排球场。
截至2022年8月，圣日耳曼铁道工体育联盟（（编号506298）是当地唯一的注册足球俱乐部，其主队2022至2023赛季参加奥弗涅-罗讷-阿尔卑斯大区足球联赛丙组（法国第八级别），其主场为岛群球场（Stade des Îles）。

### 环境
圣日耳曼代福塞的环境事务由其所属的维希城市圈公共社区联合各级政府协调负责。2019年，圣日耳曼代福塞境内暂无污染企业。

### 治安
2019年，圣日耳曼代福塞市镇范围内有1处宪兵队。
圣日耳曼代福塞及其附近的共141个市镇是维希国家宪兵队（zone gendarmerie de Vichy）的管辖范围。2020年，该宪兵队累计记录各类案件2,455起，其中盗窃类案件1,180起，经济类案件394起，毒品交易类案件79起。

## 文化

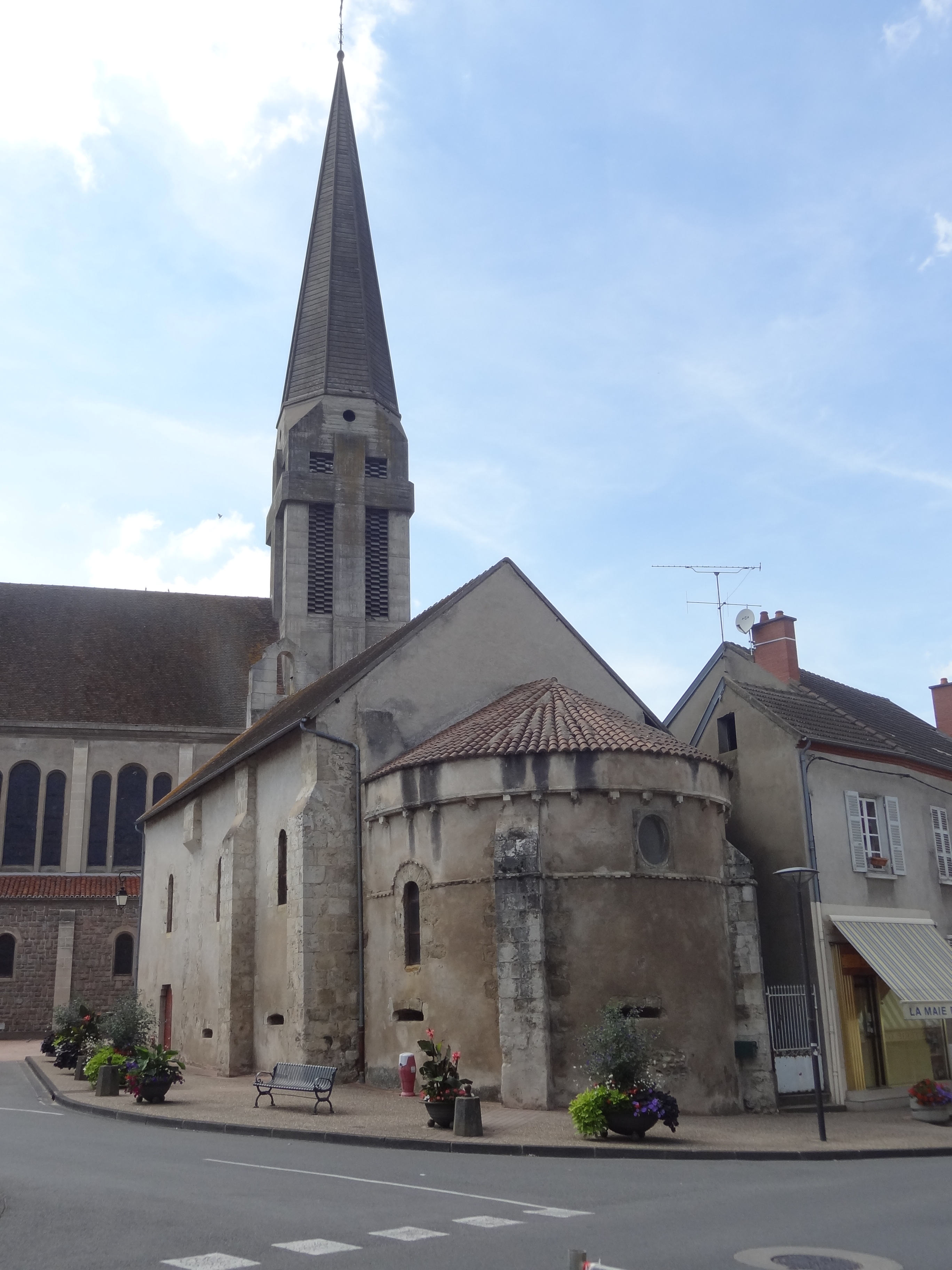
圣日耳曼代福塞圣母大教堂

2020年，圣日耳曼代福塞境内暂无任何文化设施。圣日耳曼代福塞市政府提供多媒体中心，每周一、三、五向公众开放（节假日除外）。

### 建筑
圣日耳曼代福塞境内有多处历史建筑，其中圣母教堂为法国国家文物保护单位，圣母大教堂则是当地的地标性建筑物。

### 旅游
圣日耳曼代福塞的旅游事务由其所属的维希城市圈公共社区负责。2021年，圣日耳曼代福塞境内暂无任何游客接待设施。

### 媒体
法国主要的媒体均可在圣日耳曼代福塞接收，法国电视三台下属的奥弗涅-罗讷-阿尔卑斯大区频道在部分时段播出圣日耳曼代福塞所属区域的地方新闻。《山地报》、蓝色法兰西奥弗涅地区广播、震动广播、Scoop广播等是当地主要的地方性媒体。

## 相关人物
法国军事家乔治·马尔尚出生于圣日耳曼代福塞。

## 友好城市
截至2022年8月，圣日耳曼代福塞共与一座城市互为友好城市关系：
- 義大利 马扎诺